# Ulvsjön, Medelpad
Ulvsjön är en sjö i Sundsvalls kommun i Medelpad och ingår i Harmångersåns huvudavrinningsområde. Sjön är 11 meter djup, har en yta på 1,26 kvadratkilometer och befinner sig 373 meter över havet. Sjön avvattnas av vattendraget Skansån (Lillån). Vid provfiske har abborre, gädda och sik fångats i sjön.

## Delavrinningsområde
Ulvsjön ingår i det delavrinningsområde (690597-153196) som SMHI kallar för Utloppet av Ulvsjön. Medelhöjden är 386 meter över havet och ytan är 4,67 kvadratkilometer. Räknas de 8 avrinningsområdena uppströms in blir den ackumulerade arean 39,32 kvadratkilometer. Skansån (Lillån) som avvattnar avrinningsområdet har biflödesordning 2, vilket innebär att vattnet flödar genom totalt 2 vattendrag innan det når havet efter 94 kilometer. Avrinningsområdet består mestadels av skog (59 procent). Avrinningsområdet har 1,25 kvadratkilometer vattenytor vilket ger det en sjöprocent på 26,8 procent.